# Morpho granadensis
Morpho granadensis är en fjärilsart som beskrevs av Felder 1867. Morpho granadensis ingår i släktet Morpho och familjen praktfjärilar. Inga underarter finns listade i Catalogue of Life.